# Front uni démocratique révolutionnaire afar
Le Front uni démocratique révolutionnaire afar (en afar Qafar Uguugumoh Demokrasiyyoh Inkiinoh Fooca (Uguugumo) qui signifie Révolution, Amharique : ኢትዮጵያ ማህበረ-ዴሞክራሲ ፌደራላዊ ፓርቲ), également appelé Uguugumo (ou Uguguma, ou Ugogomo) est un parti politique éthiopien afar qui a été créé en 1993 et fait actuellement partie de la coalition des Forces démocratiques éthiopiennes unies.

## Histoire

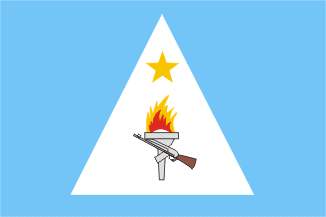
Drapeau de lUguugumon représentant les terres Afar des trois pays dans lesquels vivent les Afars (l'Éthiopie, Érythrée et Djibouti), et le triangle de l'Afar.

Le parti a été créé en mars 1993 comme coalition de trois organisations Afar : l'Union démocratique révolutionnaire unie de l'Afar (UDRUA) fondée en 1991 par Mohamooda Gaas, l'Afar Ummatah Demokrasiyyoh Focca (AUDF) et les Forces révolutionnaires Afar (FRA). Mohamooda Gaas fut élu secrétaire général en 1995, mais il refusa le poste qui revint au député Muhyadin Mafatah. En août 1996, ce dernier fut extradé de Djibouti vers Addis-Abeba où il fut emprisonné avec deux autres responsables Afars, Habib Mahammad Yayyo et Jamal Abdulkadir Redo.
En mars 1995, le parti fut impliqué dans l'enlèvement de touristes italiens dans la région Afar, ce qui amena le gouvernement éthiopien à mener une campagne militaire contre le groupe, coordonnée par le Front populaire pour la démocratie et la justice, parti du gouvernement érythréen. Des tentatives de réconciliations politiques furent engagées en octobre 1997 avec la création d'une conférence Afar puis une seconde en novembre, mais les deux ont échoué. Mohamooda Gaas, alors chef du Front Uni démocratique révolutionnaire Afar, déclara un cessez-le-feu unilatéral le 5 juin 1998 après le déclenchement de la guerre Érythrée-Éthiopie (1998-2000). Condamnant les attaques érythréennes qui touchaient des Afars, le parti se réconcilia avec le gouvernement éthiopien afin de limiter les victimes civiles dans la région
En juillet 2003, le parti devint membre de la coalition des Forces démocratiques éthiopiennes unies nouvellement formée. Quelque temps après, le 20 septembre 2003, il fit une mise en garde aux étrangers pénétrant dans la zone nord de la région Afar :

« Nos frères ennemis, Sha'biyyah (Issayas Afeworki) et weyane (Meles Zenawi), sous les auspices des Nations unies, ont soutenu des actes de brigandage illégaux contre notre peuple. Faisons savoir au monde entier que le Front uni démocratique révolutionnaire Afar réitère sa position ferme, comme il le fit en 1990, 1991, 1993 et 2000, qu'il n'est pas seulement opposé à la division illégale du peuple Afar et à la délimitation de nos terres sous la forme d'une "frontière de démarcation" entre l'Éthiopie et l'Érythrée, mais aussi à rendre la mise en œuvre d'une telle démarcation sans effet. »

Lors des élections législatives du 15 mai 2005, le Front uni démocratique révolutionnaire Afar  fait partie de la coalition des Forces démocratiques éthiopiennes unies qui a remporté 52 des 527 sièges à la Chambre des représentants des peuples.
Depuis le 5 novembre 2021, le FUDRA fait partie du Front uni des forces fédéralistes et confédéralistes éthiopiennes